# Église San Filippo di Fragalà
L'église San Filippo di Fragalà est un édifice religieux, à l'extérieur du village de Frazzanò qu'il domine, dans le Val Demone en Sicile.
Un premier monastère aurait été fondé au début du XIe siècle, voire avant l'invasion arabe, sous le vocable du saint greco-sicilien Philippe d'Agira (it). Il domine les vallées des Monts Nébrodes, près de la via Regia. 
Le couvent basilien est restauré par son higoumène Grégoire, grâce au soutien de Roger Ier de Sicile en 1090 quand les Normands conquièrent la Sicile aux dépens des Arabes. 
L'église de la fin du XIe siècle, encore visible comme une partie des bâtiments conventuels, est construite selon un plan en T, avec nef unique, transept très débordant et trois absides. Elle est ornée de peintures murales, mal conservées, au plus tard des premières années du XIIe siècle, qui s'inscrivent à la fois dans les traditions byzantine, italo-grec et siculo-nomande, comme en témoigne le cycle de saint Philippe d’Agira sur les parties supérieures de la nef.
La régente Adélaïde del Vasto et les souverains normands suivant confirment leur soutien à ce couvent qui est placé sous leur autorité directe. Le monastère est alors un centre cultuel et culturel italo-grec vivant, l'un des plus importants du Mezzogiorno normand. Il est patronné par les officiers grecs de la cour et ses moines louent par d’« incessantes prières » le comte Roger et son épouse Adélaïde.
En 1131 ou 1133, Roger II le place, avec les autres monastères siciliens de rite grec, sous l'autorité de Saint-Sauveur de Messine. À cette époque, le couvent abrite le moine Laurent de Frazzanò (it).
Le couvent décline sous la domination aragonaise et perd sa structure architecturale initiale lors de modifications au XVIIe siècle. Sa bibliothèque est déplacée après la sécularisation des bâtiments en 1866, dans le bourg de Frazzanò et les parchemins grecs et latins du Tabulario del Monastero, sont conservées à l’Archivio di Stato de Palerme. 
Redécouvert en 1887 dans les Escursioni archeologiche d'Antonio Salinas, restauré entre 1903 et 1921 par le retrait des ornements baroques de l'église, le couvent est étudié à partir de 1929 grâce aux nombreux documents subsistants. En 2010 et 2012, des recherches ont été menées par une équipe universitaire franco-italienne.